# Joladhadgi, Devadurga
Joladhadgi là một làng thuộc tehsil Devadurga, huyện Raichur, bang Karnataka, Ấn Độ.